# Maasdamme-collectie

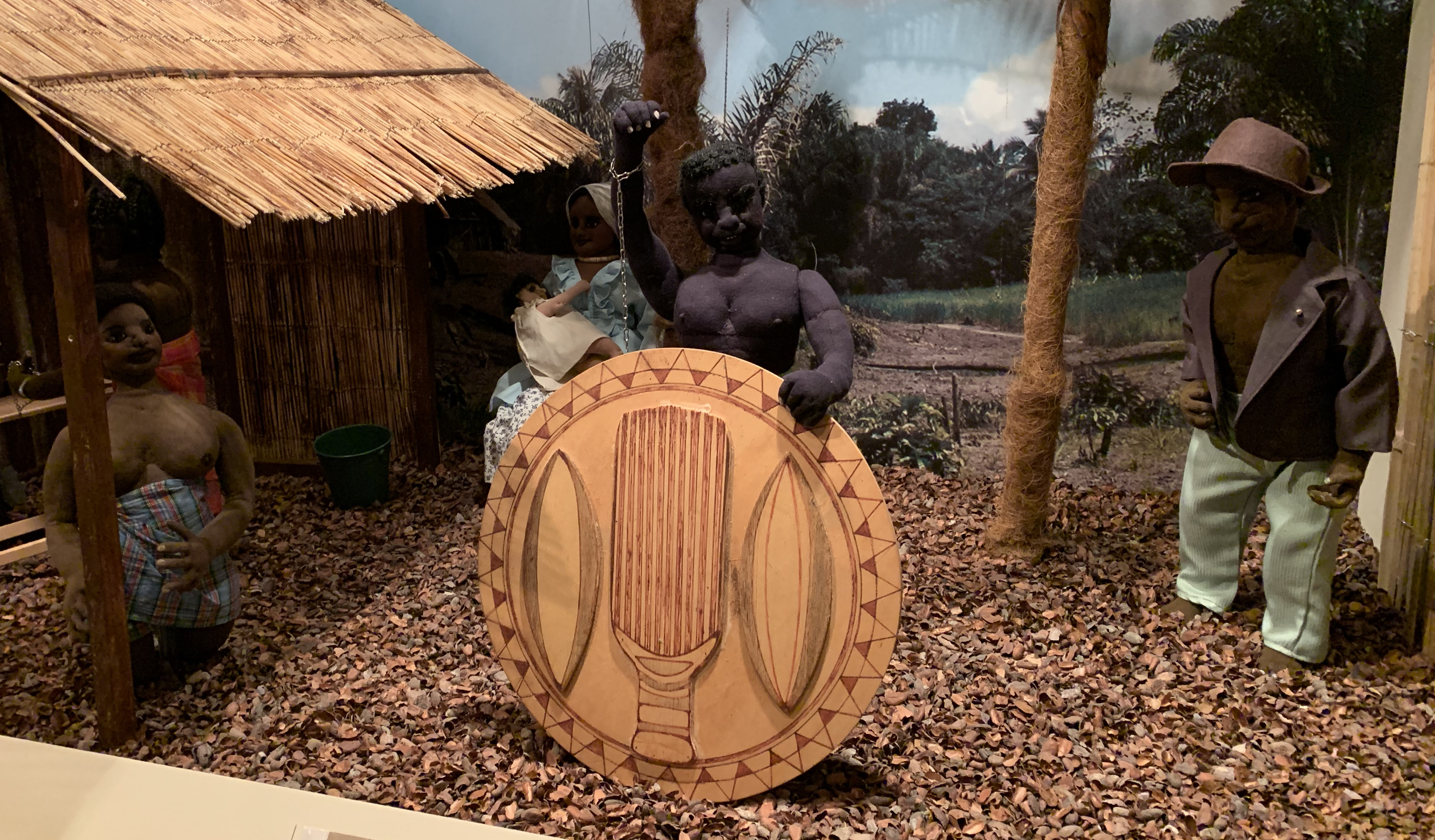
Detail van een diorama: Ketikoti, de afschaffing van de slavernij in Suriname

De Maasdamme-collectie is een verzameling van diorama's gemaakt door Rita Maasdamme (1944-2016), die scènes uitbeelden uit het koloniale verleden van Nederland in Suriname, Curaçao en Aruba.

## Geschiedenis

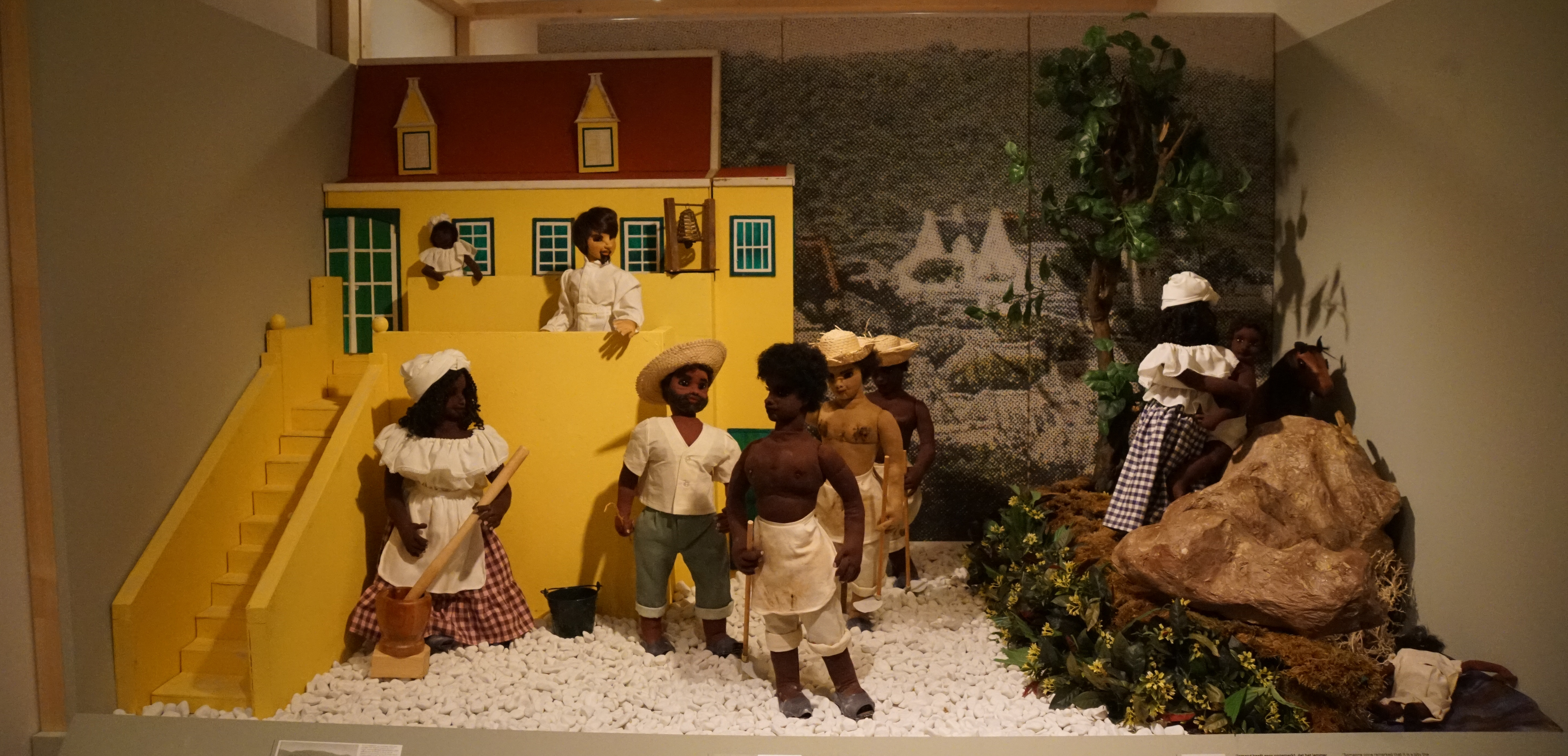
Plantage Knip op Curaçao met de jonge totslaafgemaakte Tula

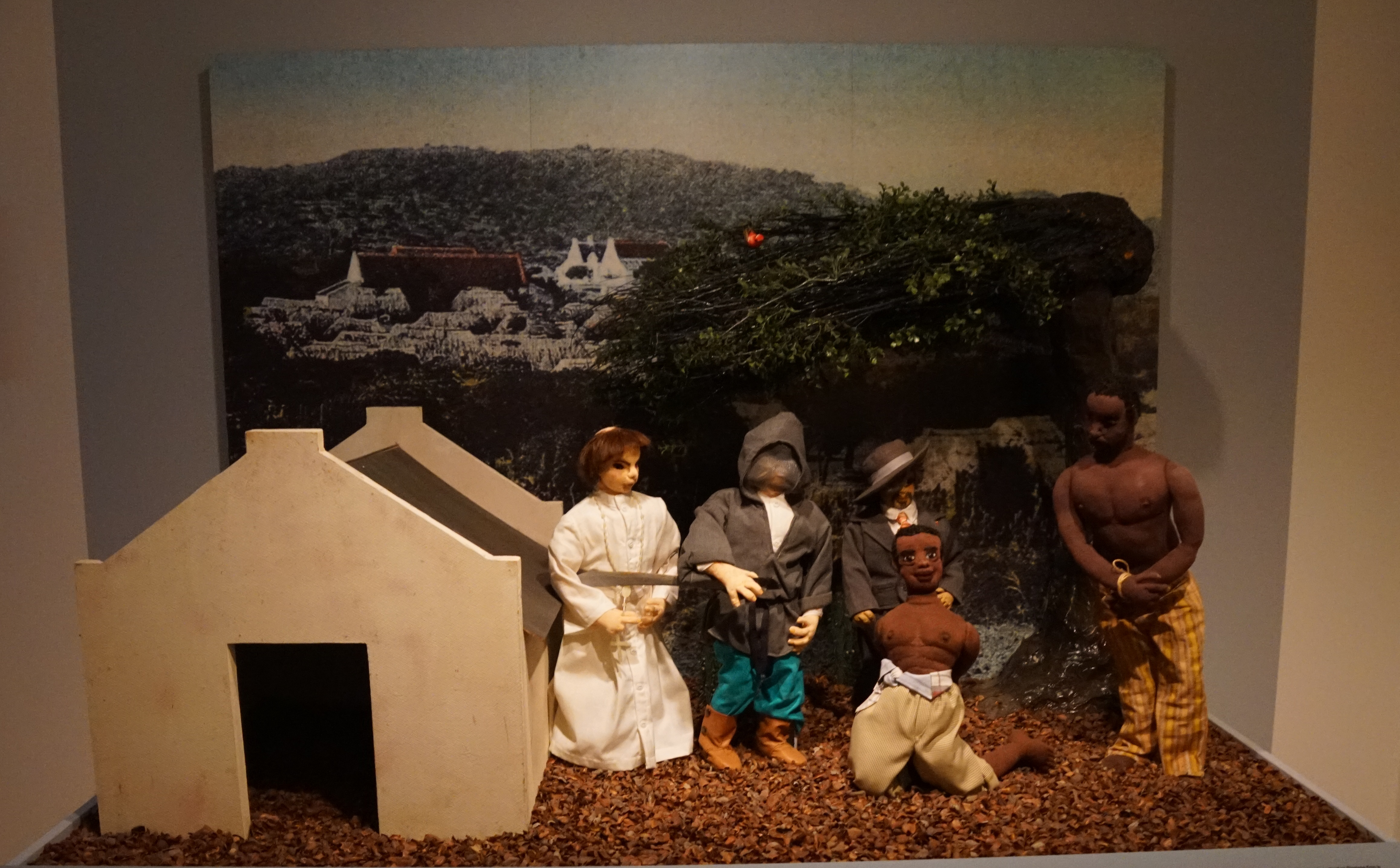
Plantage Knip met de terechtstelling van Tula

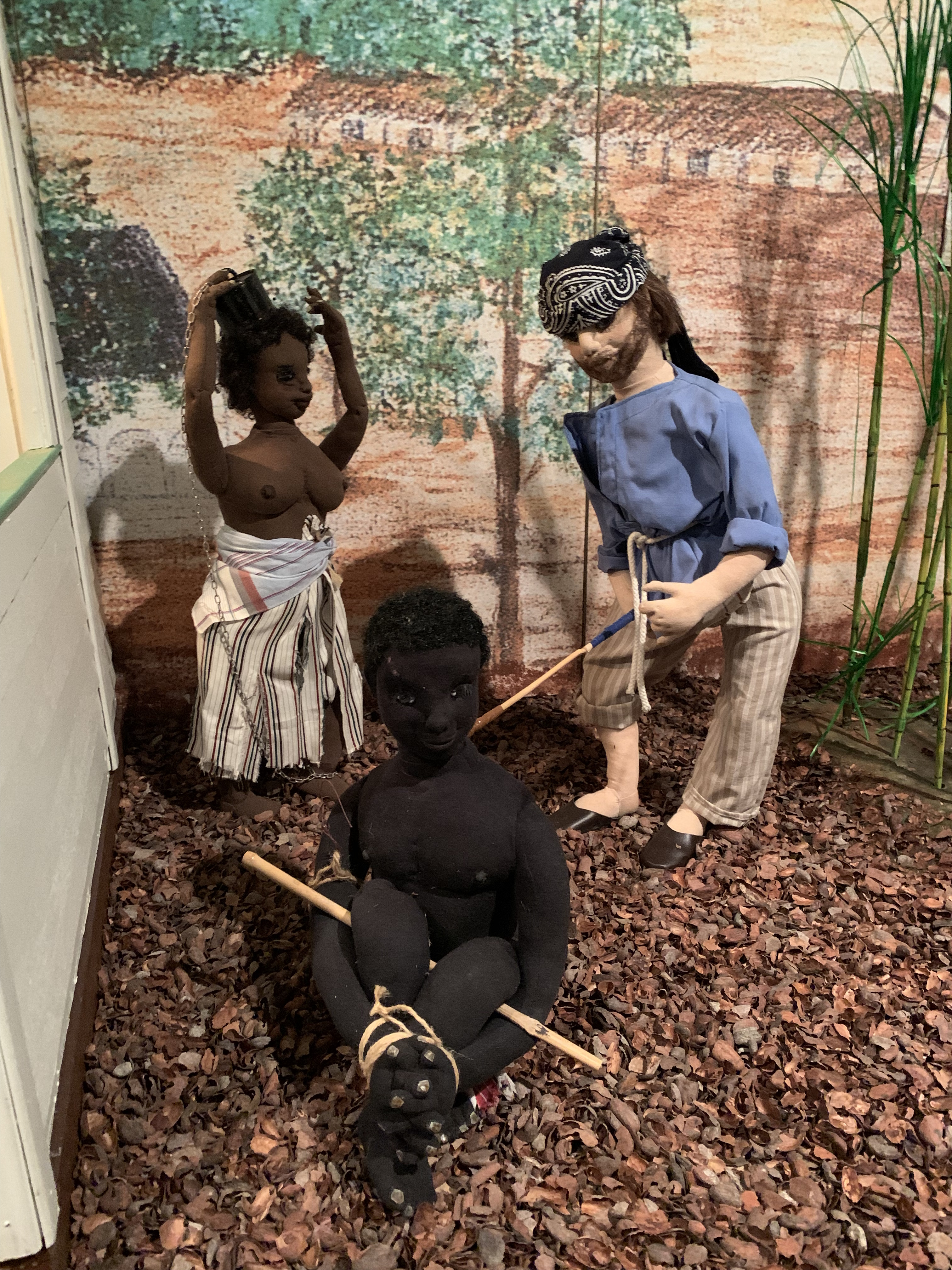
Bestraffing van de futoboi Marius

Rita Maasdamme (1944-2016) was handwerklerares en kunstenares. Geboren op Aruba uit Surinaamse ouders maakte ze poppen in traditionale klederdracht van Suriname en de Nederlandse Antillen. Hieruit maakte Maasdamme vervolgens diorama's voor educatieve doeleinden met het slavernijverleden als terugkerend thema. Voor deze diorama's baseerde Maasdamme zich op historische bronnen, zowel geschreven documenten als orale overleveringen.
Na Maasdammes overlijden in 2016 liet haar familie een inventarisatie en waardestelling opstellen. Dit werd gedaan in samenwerking met de Rijksdienst voor het Cultureel Erfgoed in het kader van het Verdrag van Faro. De collectie werd in 2022-2023 tentoongesteld in het Amsterdam Museum. De familie wil de collectie overdragen aan een museale instelling.

## Collectie
De Maasdamme-collectie bestaat uit circa 30 diorama's, die gemiddeld drie meter lang, een meter hoog en een meter diep zijn, en ruim 200 poppen, die geheel met de hand gemaakt zijn en voorzien van tig details. Daarnaast is er een verzameling van textiel bestaande uit koto's en angisa's.

### Overzicht van de diorama's
Hieronder volgt een selectie uit de diorama's van de collectie. Maasdamme zelf zei dat er 38 diorama's zijn, waar anno 2022 er 23 van zijn geïdentificeerd.

#### Afrika
- Afrika - slavenhandel bij Fort Elmina

#### Nederlandse Antillen
- Aloeplantage
- Buchi Fil weigert zijn meester te groeten
- Campo Alegre, een bordeel op Curaçao
- Carnaval
- Seú (Curaçao)
- Benta-groep
- Octagon
- Plantage Knip met de jonge Tula en de terechtstelling van Tula
- Tambú-groep
- Fort Zoutman op Aruba met de musicus Juan Chabaya Lampe (Padu del Caribe) en Virginia
- Koloniale tijd en heden

#### Suriname
- Afschaffing van de slavernij met feest op het plein
- Afschaffing van de slavernij - Ketikoti
- Afstraffingen van totslaafgemaakten met het verhaal van de futoboi Marius
- Het leven van inheemsen (Kari'na) in Galibi
- Jacht op gevluchte slaven
- Het verhaal van de totslaafgemaakte half-witte Lydia die door de vrije zwarte slaveneigenaar Joanna wordt gestraft
- De Marrons
- Het leven op de plantage
- Samensmelting van de bevolkingsgroepen
- Slavenhandel
- Het verhaal van Susanna du Plessis

## Galerij

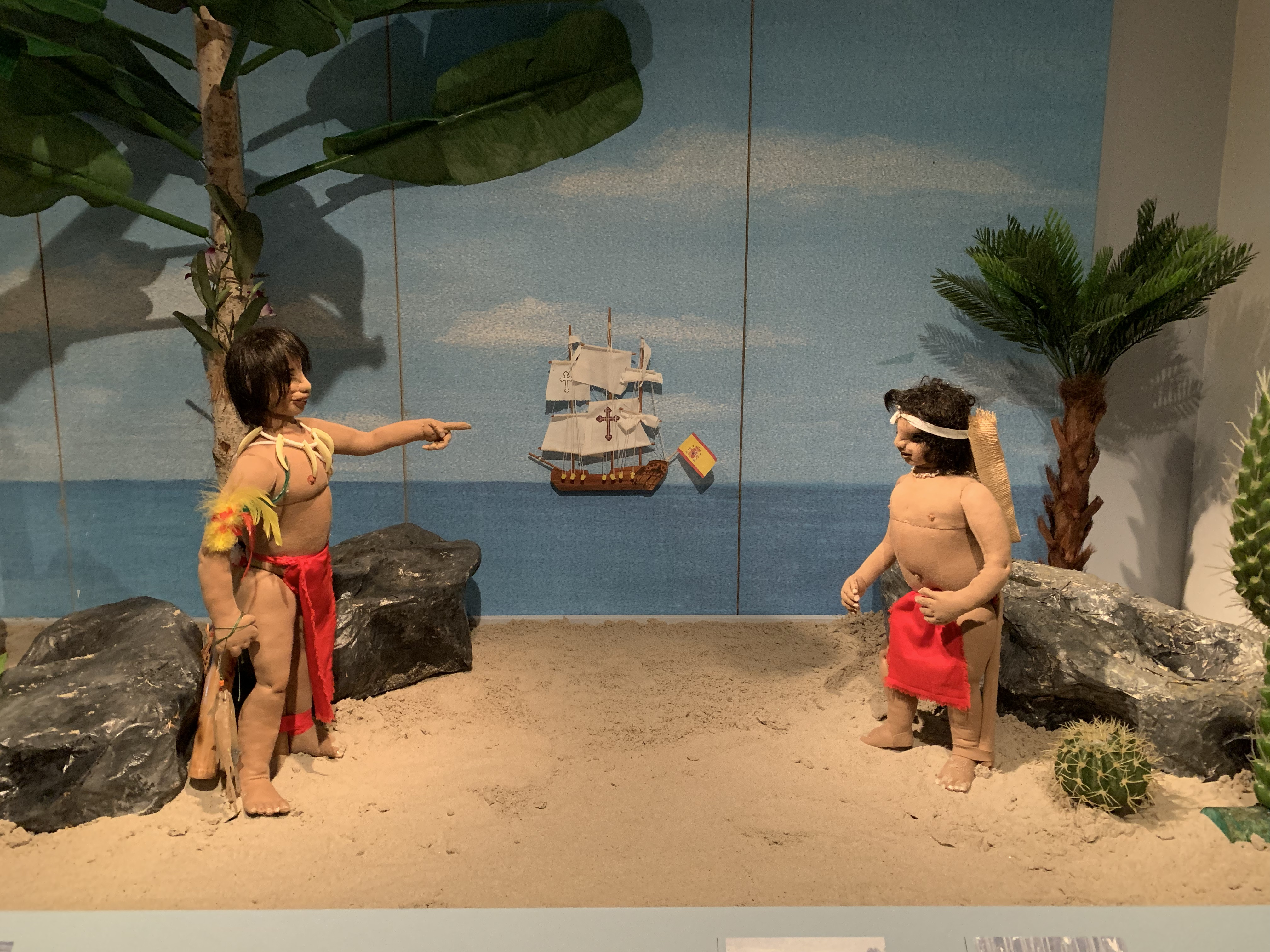
Inheemsen in Galibi zien een schip van de West-Indische Compagnie naderen
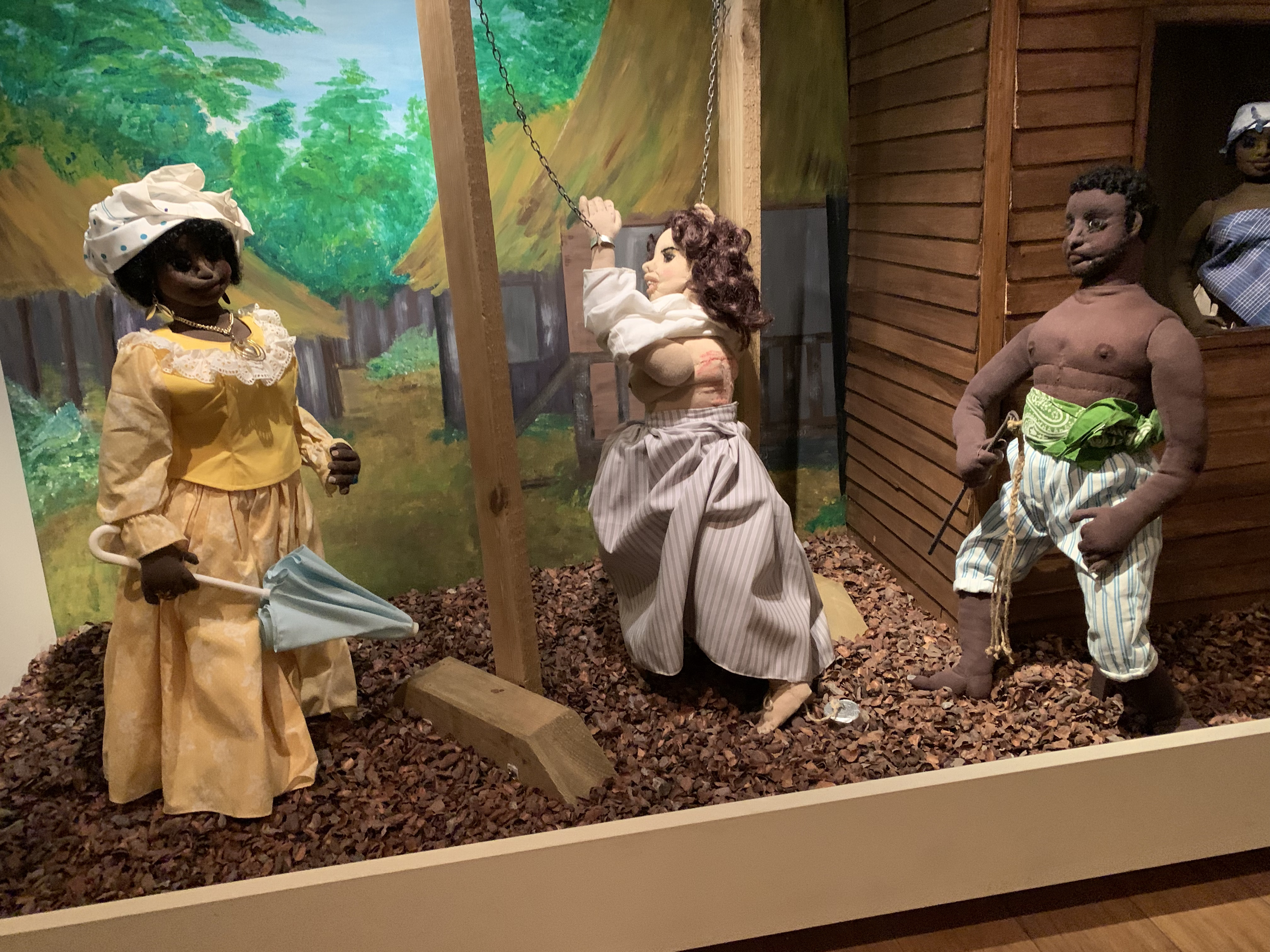
Joanna straft Lydia
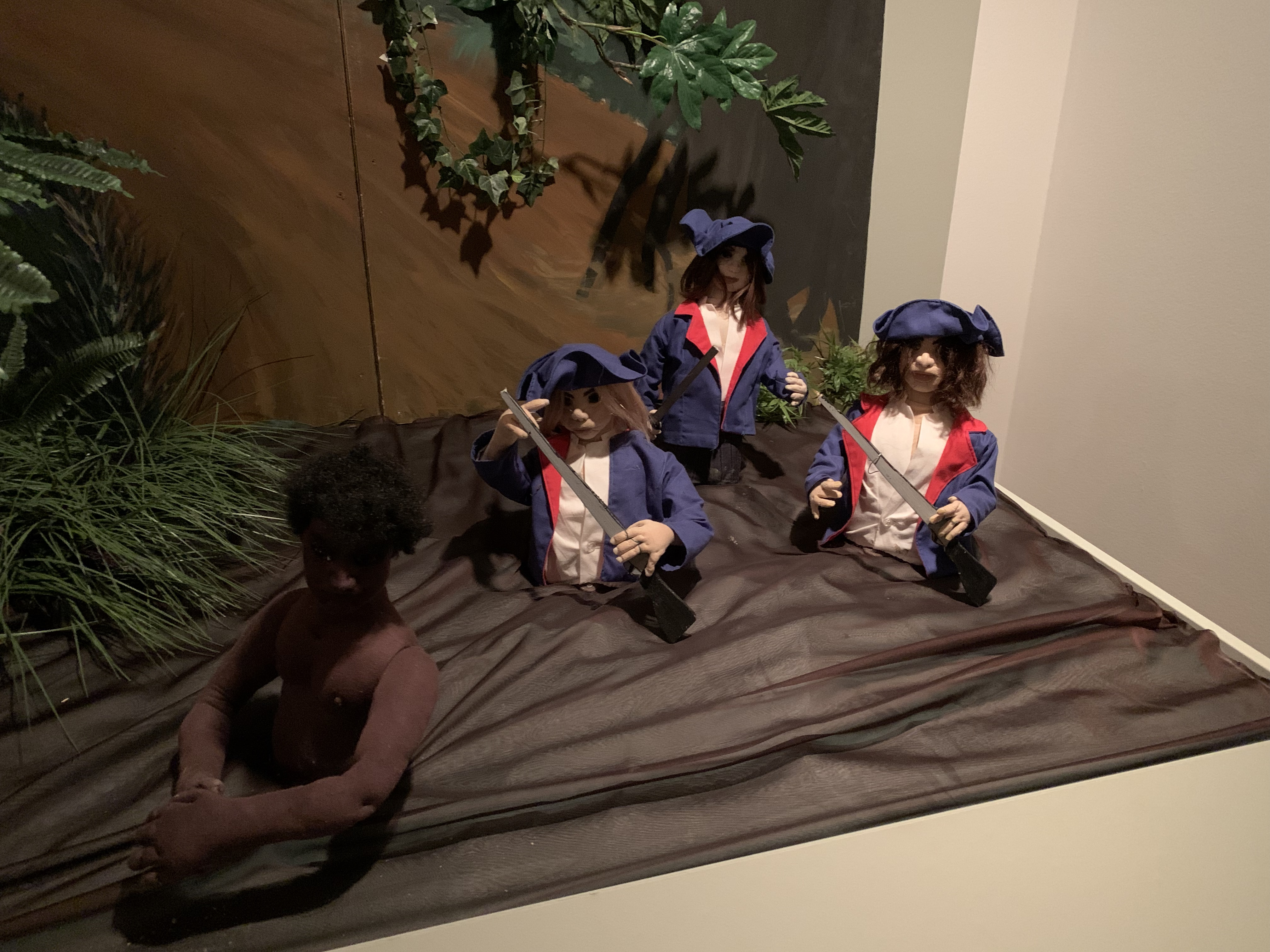
Jacht op Marrons